# Ethel von Brixham
Die Ethel von Brixham  ist ein Schoner, der 1890 in Brixham vom Stapel lief und jetzt als Traditionsschiff unter deutscher Flagge segelt.

## Geschichte

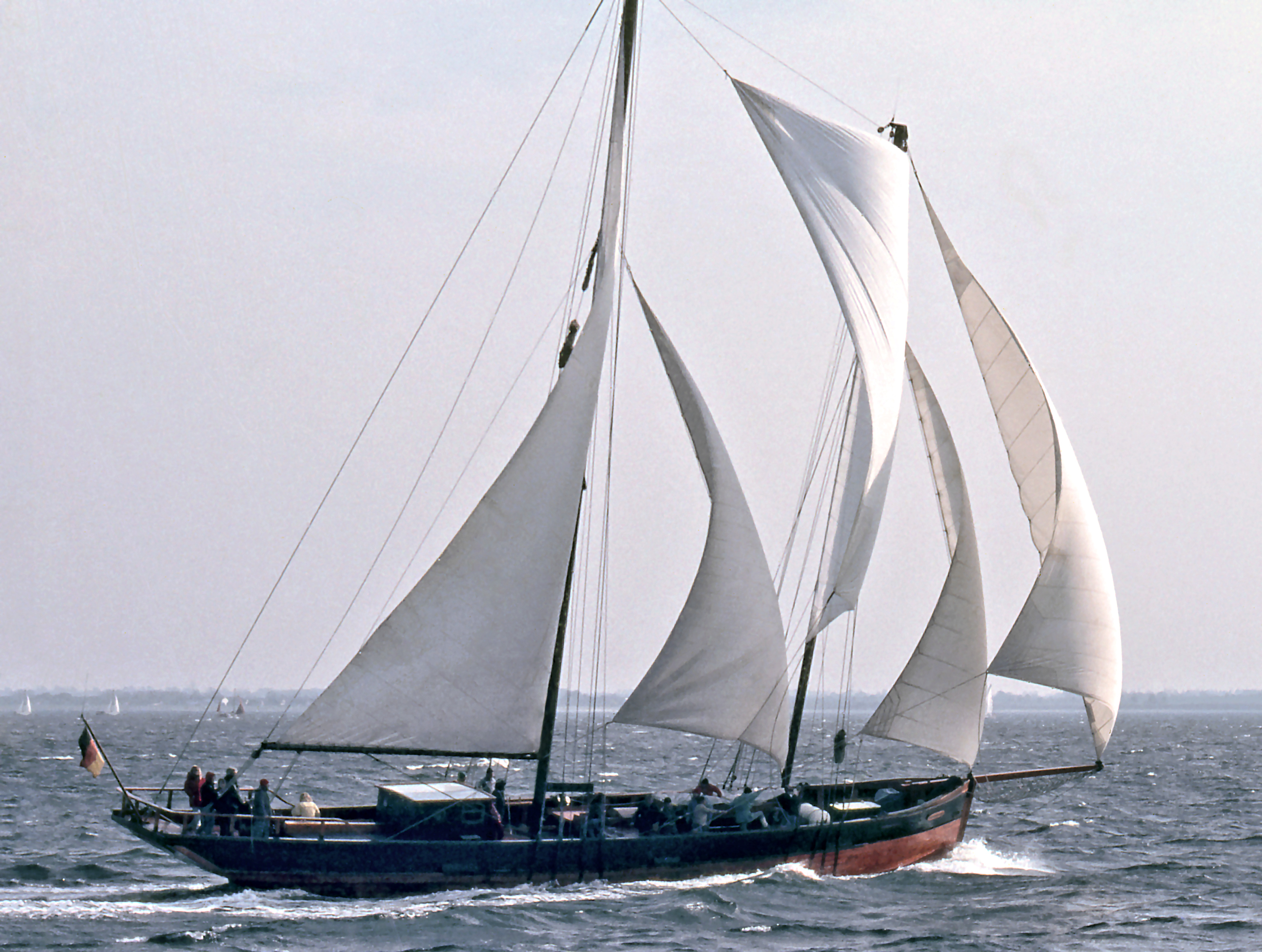
Stagsegelschoner Ethel von Brixham, Kieler Förde 1987

Die Ethel von Brixham lief 1890 in Brixham (England) als Brixham Trawler vom Stapel und wurde zunächst in England als Trawler eingesetzt. Anschließend wurde sie über 80 Jahre als Fischerei- und später als Frachtschiff ohne Segel in verschiedenen skandinavischen Ländern und unter verschiedenen Namen verwendet.
1981 erfolgte nach einer Überführung von Norwegen nach Kiel ein grundlegender Umbau vom Motorschiff (zwei-Zylinder-Heimdal-Diesel) zum Stagsegelschoner durch Eckhard Clemens und Annette Pipahl. Nur der Rumpf erinnert mit seinen doppelten Spanten und einer zusätzlichen Innenbeplankung noch an einen schnellen Brixham Trawler. Im Juli 1986 wurde das Schiff unter dem Namen Ethel von Brixham in Kiel registriert. Es wurden Gruppenreisen über die Ostsee von Kiel bis Süd-Schweden und Tallinn (bzw. Helsinki) angeboten, wie auch Reisen bis ins Mittelmeer und zurück. Bei diesen Reisen wurden die Gäste grundsätzlich aktiv in die Segel- und Bordroutine mit einbezogen.
1996 übernahm Gerhard Bialek das Schiff als Eigner. 1997 war die Ethel in der Verfilmung des Romans Die Rättin von Günter Grass zu sehen. 2001 wurde die Ethel von Brixham nach der Traditionsschiffsordnung des Bundesverkehrsministeriums anerkannt. 2011 wurde das Rigg verändert, um dem Original eines Brixham Trawlers näher zu kommen. Dabei wurde am hochgetakelten Großsegel festgehalten. Fischermann und Stagsegel (beide zwischen den Masten) wurden durch ein Gaffelsegel ersetzt. Die Fock wurde verkleinert und als Baumfock ausgeführt.
Im Regelverkehr ist das Schiff mit Kabinen für bis zu 12 Mitsegler vorgesehen, bei Tagestouren für bis zu 35 Passagiere zugelassen. Die Besatzung lässt interessierte Mitsegler auf Wunsch aktiv mitsegeln.